# Parthenodes ankasokalis
Parthenodes ankasokalis là một loài bướm đêm trong họ Crambidae.